# Your Love (canção de Nicole Scherzinger)
"Your Love" é uma canção gravada pela cantora americana Nicole Scherzinger para seu segundo álbum de estúdio Big Fat Lie (2014). Foi escrito por Terius "The-Dream" Nash e C. "Tricky" Stewart e produzido pela dupla ao lado de Godz of Analog, com produção vocal fornecida por Bart Schoudel. A canção foi lançada em 30 de maio de 2014 pela RCA Records como o primeiro single e marcar seu primeiro lançamento desde que assinou um contrato com a Sony Music Entertainment.
"Your Love" é uma música dance e pop influenciada por house, que chegou ao auge em 1990 - inspirada nas festas raves. Recebeu críticas positivas de críticos de música, muitos dos quais destacaram o coro como seu apelo principal. No entanto, vários críticos descartaram as letras da música. No Reino Unido, embora a BBC Radio 1 tenha decidido não tocá-la, a música entrou no UK Singles Chart no sexto lugar e alcançou o top 40 das paradas na França e na Irlanda.

## Antecedentes e lançamento
Após o final da nona temporada da edição britânica do The X Factor, Scherzinger se concentrou na produção de seu segundo álbum de estúdio. Em março, ela lançou "Boomerang" como o primeiro single do projeto, e conseguiu chegar ao 6º lugar no UK Singles Chart. De acordo com Scherzinger, will.i.am atuou como produtor executivo do álbum e trabalhou com os produtores-compositores como Afro Jack, Dallas Austin, Toby Gad e Sandy Vee, que produziram a canção. Enquanto planejava lançar um novo álbum em novembro, Scherzinger revelou que tinha dúvidas sobre o seu retorno a décima temporada do The X Factor, já que a promoção do álbum colidiria com as fases ao vivo da competição de canto. Ela finalmente decidiu voltar atuar como um juíza, e cancelou o álbum associado a "Boomerang". Foi durante esse tempo que a mídia relatou que Scherzinger havia sido dispensada da Interscope Records, no entanto, um porta-voz de Scherzinger negou as especulações e confirmou que ela estava trabalhando com The-Dream e Tricky Stewart.
Em fevereiro de 2014, foi anunciado que Scherzinger assinou um contrato para vários álbuns com a RCA Records (Sony Music Entertainment), confirmando que o single principal seria lançado durante o verão. Scherzinger afirmou que ela deixou a Interscope Records porque sentiu que era "hora de fazer uma mudança" e revelou que eles não lançariam seu álbum anterior. Em 20 de maio, Scherzinger revelou via Twitter que ela estava filmando um videoclipe de seu novo single em uma praia em Malibu. Três dias depois, Scherzinger confirmou o título da música e anunciou que iria estrear nas rádios em 29 de maio. A música marca o primeiro lançamento de Scherzinger desde que assinou um contrato com a Sony Records. No mesmo dia, um trecho de 18 segundos da música vazou na internet com uma parte do primeiro verso e do pré-refrão. A cantora estreou a música completa em sua conta oficial do SoundCloud em 29 de maio.

## Composição
"Your Love" é uma canção dance e pop influenciada por house, com duração de quatro minutos e 5 segundos. Criada com uma "batida de piano brilhante inspirada" nos anos 1990, a instrumentação da música também contém "trombetas de sintetizadores". Bradley Stern, do site MuuMuse, notou que Scherzinger opta por gemer e fazer "abafado, filtrado quase sussurros" durante a música.
Liricamente, Scherzinger canta como o amor de seu homem a faz sentir. A música começa com uma rave de piano, com Scherzinger repetindo "yeah" e "woo". No primeiro verso, ela canta "Algo em você é tão atraente, todas as vezes que tento lutar / você me nocauteia como Mike Tyson / eu farei o que você quiser". O pré-refrão segue, com ela defendendo as falas: "Eu nunca vou deixar você ir baby, eu te amo tanto baby!". o coro da canção compreende um "do-do-do-do-do" que foi comparado com "Boom Boom Pow" (2009) do Black Eyed Peas.

## Recepção crítica
Um escritor de POPJustice escreveu uma resenha positiva nomeando-a como "um triunfo" e porque "não soa como nenhuma outra canção de sucesso". O escritor continuou dizendo que a música é "um single ridiculamente elegante: fabricado com precisão para a supremacia pop, mas escassamente produzido e, como resultado, mais elegante do que o tapa na cabeça com um saco de chaves inglesas que era 'Poison' (2010)". Ao ouvir o trecho de 18 segundos, Mike Wess, do Idolator, escreveu que "soa como um sucesso infalível". Robbie Daw, do mesmo site, a chamou de seu primeiro grande single desde "Don't Hold Your Breath" e observou que, embora "os trechos parecessem promissores, eles não indicam o quão infecciosa 'Your Love' realmente é". Jason Lipshutz, da Billboard, descreveu "Your Love" como uma "faixa pop irresistível" que qualquer um "poderia adicionar à sua lista de reprodução 'Músicas do Verão'." Lipshutz continuou elogiando o refrão da música como o "apelo principal" da música. Bradley Stern, do site MuuMuse, descreveu a canção como um "som refrescante para [Scherzinger]". Nolan Feeney da revista Time também destacou o refrão da música descrevendo-a como "cativante", embora percebesse que a música poderia fazer sucesso nos Estados Unidos. Lewis Corner, da Digital Spy, deu à música quatro estrelas e meia de cinco, dizendo que a música "parece o sucesso que ela precisa fazer acontecer". Ele também elogiou a produção "que tras seu novo som sem abandonar a carga energética de seu trabalho anterior." Enquanto revia o Big Fat Lie, Rory Cashin, da Entertainment.ie, achou inteligente que "Your Love" ser lançado como o primeiro single, mas rejeitou as letras da música. Chris DeVille, do site Stereogum, também encontrou as letras secundárias à melodia da música, mas escreveu que a música é "acima do habitual lixo das Pussycat Doll". Alex Kritelis da revista Bustle, escreveu que a faixa era ambivalente; embora tenha tido uma recepção positiva em relação à produção da canção, ele criticou a letra no primeiro verso - "Me derrube como Michael Tyson" - por fazer referência a violência doméstica chamando-a de "extremamente problemática" e observou "não há desculpa para tentar colocar um 'giro positivo' sobre a violência".

## Desempenho comercial
"Your Love" fez sua primeira aparição no gráfico do Gaon Single Chart da Coréia do Sul no número 96 da semana encerrada em 8 de junho de 2014, devido às vendas de downloads digitais de 2.044. Na Austrália, a música estreou no número 50 na Australian Singles Chart em 21 de junho de 2014 marcou sua primeira aparição em mais de três anos e sua quinta música como artista principal a entrar no top 100.
No Reino Unido, a BBC Radio 1 decidiu não tocar o single por "não a consider uma faixa prioritária" para seu público-alvo. Um porta-voz da BBC Radio 1 disse que não é nada pessoal contra a cantora acrescentando que a estação de rádio "toca uma gama muito maior de artistas do que de rádio comercial - eles concentram-se principalmente em tocar hits". De acordo com a Official Charts Company, a música estava em segundo lugar na UK Singles Chart, por uma margem de quase 12.000 cópias depois de dois dias de disponibilidade como relatado em seu relatório de gráfico no meio da semana. No final, estreou no número seis no chart, tornando-se o sétimo maior single de Scherzinger como artista solo. Em outros lugares na Europa, a faixa teve um pico moderado no número 22 na França, o número 62 na Suíça e o número 99 na Alemanha.

## Vídeo musical

Scherzinger no videoclipe.

O videoclipe de "Your Love" foi filmado em 19 de maio de 2014, em Malibu, Califórnia. O videoclipe foi dirigido por Dawn Shadforth e filmado em uma praia. Scherzinger levou ao Twitter para confirmar que ela estava filmando o videoclipe, escrevendo: "Belo dia na praia! No set do meu novo videoclipe para o meu primeiro single ... [em breve]", juntamente com um vídeo curto. Fotos mostrando Scherzinger usando duas roupas de inspiração nupcial vazaram na internet no mesmo dia.
O vídeo retrata Nicole cantando na praia, com belas paisagens e danças acontecendo em um ambiente caribenho. O vídeo termina com Scherzinger sentada em uma toalha de praia na areia, com efeitos de fogo e iluminação em uma pequena floresta que parece brilhante e colorida.

## Performances ao vivo
Scherzinger cantou "Your Love" no programa de entrevistas britânico Alan Carr: Chatty Man em 13 de junho de 2014. No festival Isle of MTV em Malta em 25 de junho de 2014, Scherzinger cantou "Your Love" junto com um número de músicas que incluiu canções de seu antigo grupo, o Pussycat Dolls. Ela se apresentou vestindo shorts de couro preto e correntes de ouro e foi acompanhada por dançarinos masculinos e femininos. Em 4 de outubro, ela viajou para a França e cantou "Your Love" junto com "Don't Cha" e "Run" no NRJ Music Tour em Saint-Etienne. No dia seguinte, ela cantou a música dos programas de televisão franceses Le Mag e Touche pas à mon poste!. Em 15 de outubro, ela realizou uma mostra acústica de seu álbum no Hotel Café Royal . "Your Love" foi apresentado como a faixa de abertura.

## Faixas e formatos
| Descarga digital |             |         |  |
| N.º              | Título      | Duração |  |
| 1.               | "Your Love" | 4:05    |  |

## Créditos e equipe
Créditos adaptados via JB Hi-Fi.
Equipe